# Carlia rufilatus
Carlia rufilatus är en ödleart som beskrevs av  Storr 1974. Carlia rufilatus ingår i släktet Carlia och familjen skinkar. Inga underarter finns listade.